# Xousse
Xousse est une commune française située dans le département de Meurthe-et-Moselle en région Grand Est.

## Géographie
Le territoire de la commune est limitrophe de 5 communes, dont Lagarde se trouve dans le département limitrophe de la Moselle.  
| Vaucourt   | Lagarde |            |
|            | Xousse  | Remoncourt |
| Emberménil |         | Leintrey   |

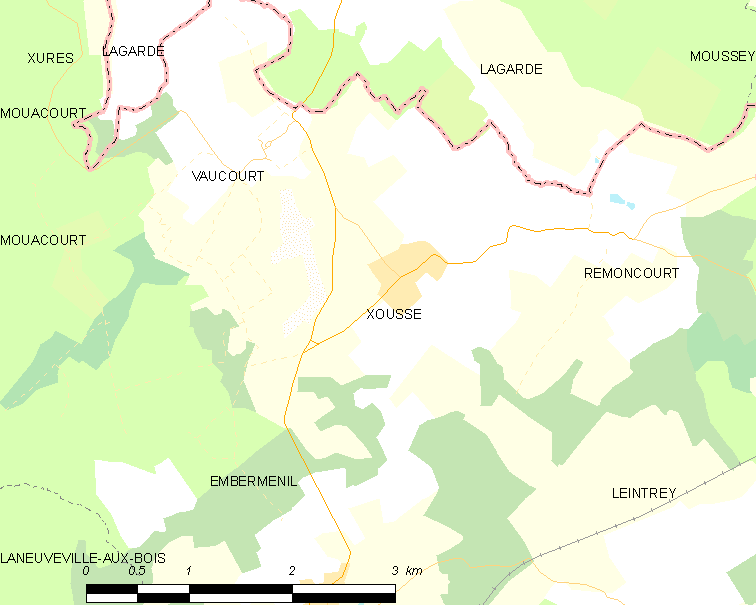
Carte de la commune.
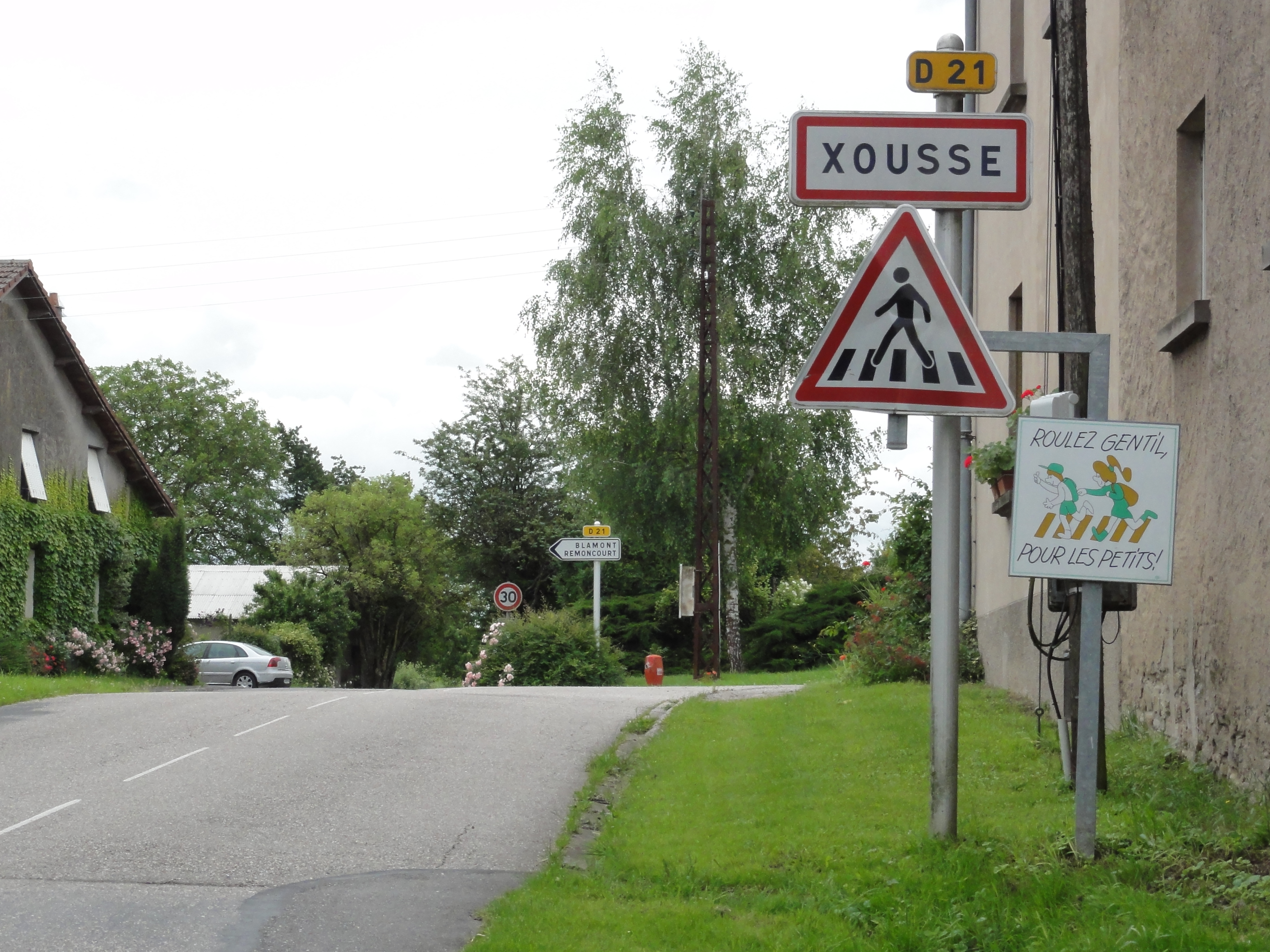
Entrée de Xousse.

### Hydrographie
La commune est dans le bassin versant du Rhin au sein du bassin Rhin-Meuse. Elle est drainée par le ruisseau de la Noue, le ruisseau des Abouilles, le ruisseau des Amis, le ruisseau des Grandes Meisses, le ruisseau des Perreux, le ruisseau la Thille et le ruisseau le Remoncourt,.

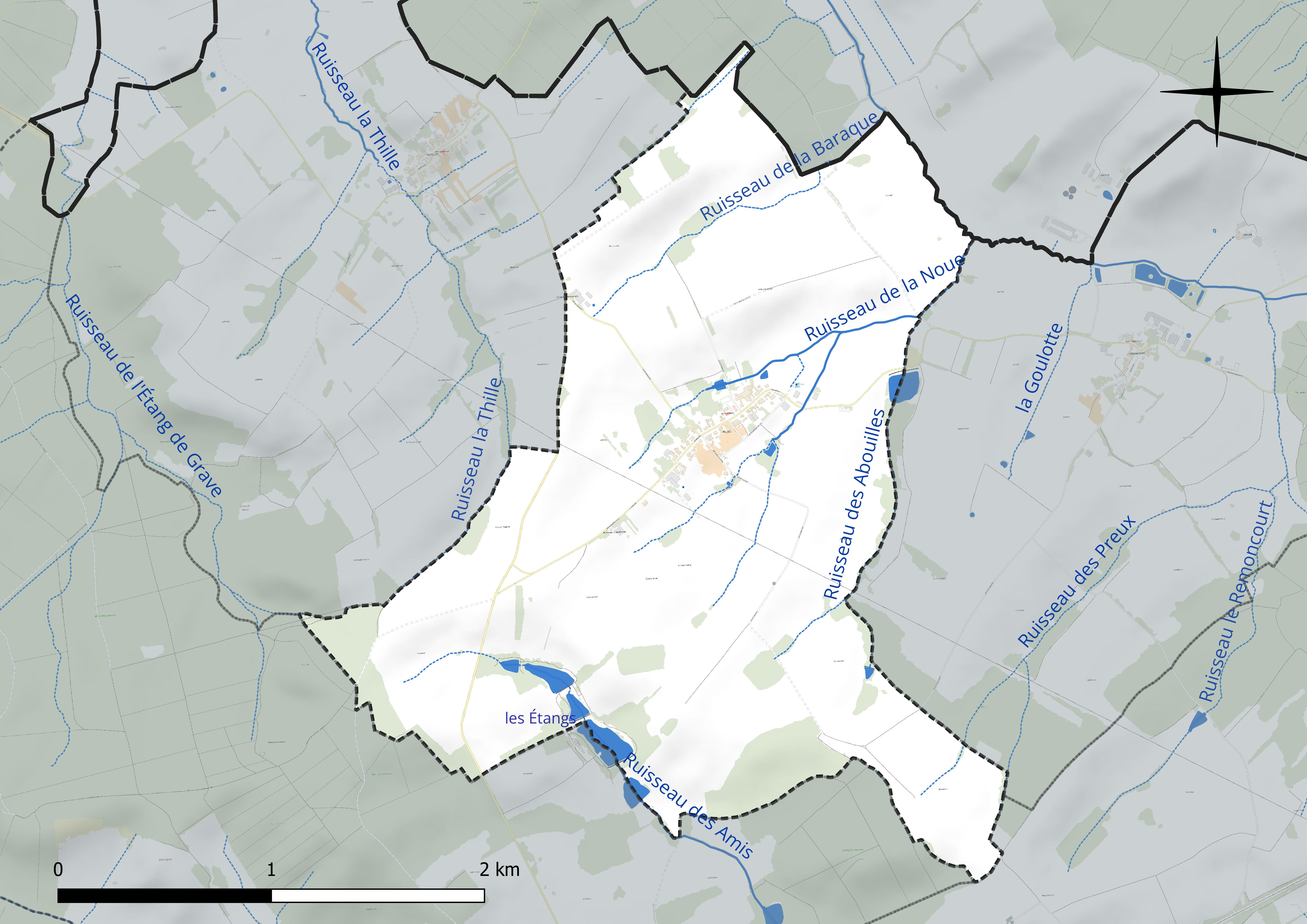
Réseau hydrographique de Xousse.

Un plan d'eau complète le réseau hydrographique : les étangs (0,7 ha),.

### Climat
Pour des articles plus généraux, voir Climat du Grand Est et Climat de Meurthe-et-Moselle.
En 2010, le climat de la commune est de type climat des marges montargnardes, selon une étude du Centre national de la recherche scientifique s'appuyant sur une série de données couvrant la période 1971-2000. En 2020, Météo-France publie une typologie des climats de la France métropolitaine dans laquelle la commune est exposée à un climat semi-continental et est dans la région climatique  Vosges, caractérisée par une pluviométrie très élevée (1 500 à 2 000 mm/an) en toutes saisons et un hiver rude (moins de 1 °C). 
Pour la période 1971-2000, la température annuelle moyenne est de 9,8 °C, avec une amplitude thermique annuelle de 16,9 °C. Le cumul annuel moyen de précipitations est de 846 mm, avec 12,2 jours de précipitations en janvier et 9,4 jours en juillet. Pour la période 1991-2020, la température moyenne annuelle observée sur la station météorologique de Météo-France la plus proche, « St Maurice », sur la commune de Saint-Maurice-aux-Forges à 19 km à vol d'oiseau, est de 10,5 °C et le cumul annuel moyen de précipitations est de 837,4 mm. 
La température maximale relevée sur cette station est de 39,2 °C, atteinte le 25 juillet 2019 ; la température minimale est de −19,9 °C, atteinte le 1er mars 2005,,. 
Les paramètres climatiques de la commune ont été estimés pour le milieu du siècle (2041-2070) selon différents scénarios d'émission de gaz à effet de serre à partir des nouvelles projections climatiques de référence DRIAS-2020. Ils sont consultables sur un site dédié publié par Météo-France en novembre 2022.

## Urbanisme

### Typologie
Au 1er janvier 2024, Xousse est catégorisée commune rurale à habitat dispersé, selon la nouvelle grille communale de densité à sept niveaux définie par l'Insee en 2022.
Elle est située hors unité urbaine et hors attraction des villes,.

### Occupation des sols
L'occupation des sols de la commune, telle qu'elle ressort de la base de données européenne d’occupation biophysique des sols Corine Land Cover (CLC), est marquée par l'importance des territoires agricoles (83,8 % en 2018), une proportion identique à celle de 1990 (83,8 %). La répartition détaillée en 2018 est la suivante : prairies (42,2 %), terres arables (40,4 %), forêts (11,1 %), zones urbanisées (5 %), zones agricoles hétérogènes (1,2 %), milieux à végétation arbustive et/ou herbacée (0,2 %). L'évolution de l’occupation des sols de la commune et de ses infrastructures peut être observée sur les différentes représentations cartographiques du territoire : la carte de Cassini (XVIIIe siècle), la carte d'état-major (1820-1866) et les cartes ou photos aériennes de l'IGN pour la période actuelle (1950 à aujourd'hui).

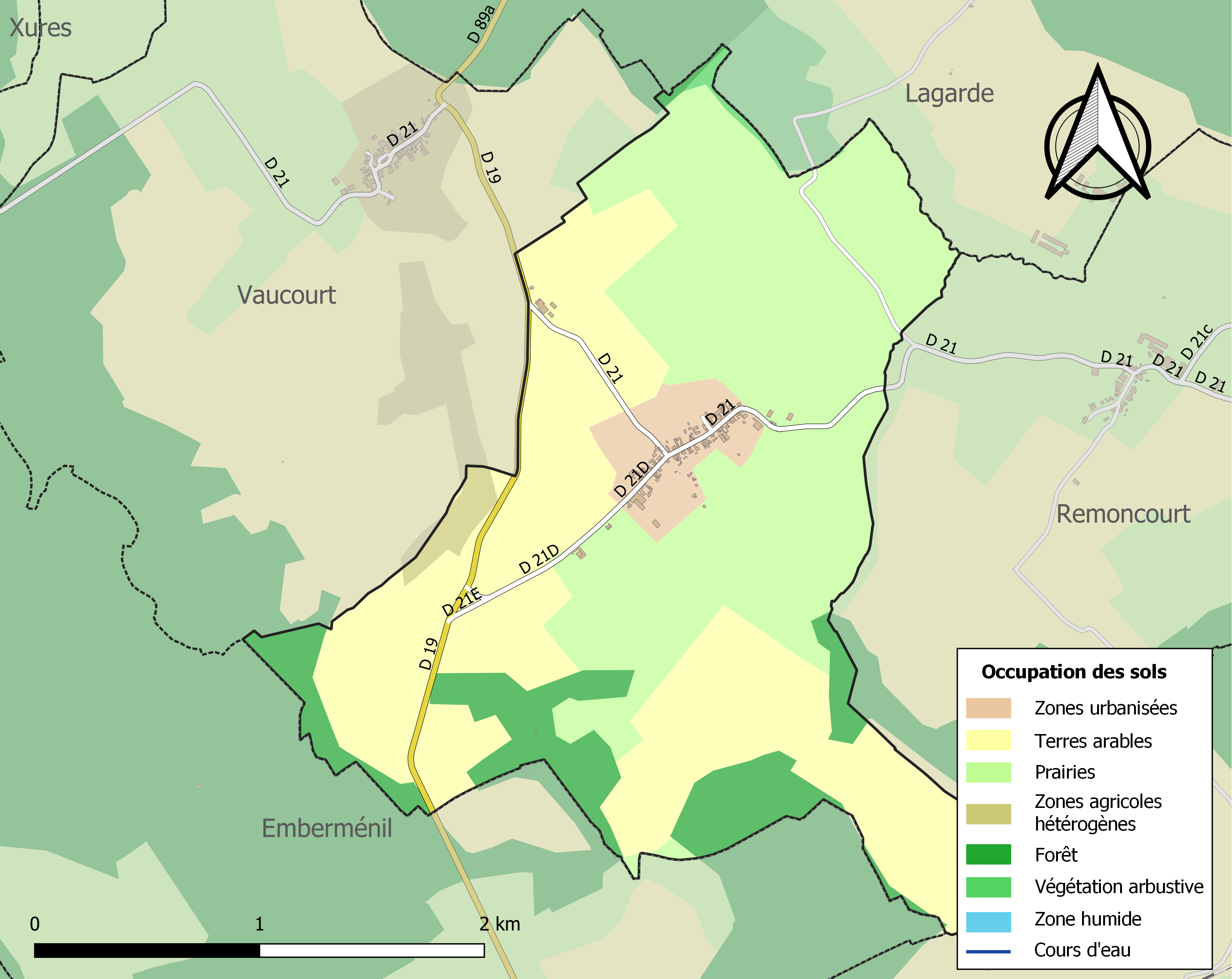
Carte des infrastructures et de l'occupation des sols de la commune en 2018 (CLC).

## Toponymie
Le nom de la localité, Xousse (prononcez Chousse), est attesté sous les formes Bertrannus de Sulza (1126) ; De Solcia (1129) ; Xouces (1328) ; Xouse (1497) ; Xousses (1506).

Du germanique sulze, « saline, eau salée ».

## Histoire
- Village sinistré à 100 % en 1914-1918 et 1939-1945 : population évacuée.

## Politique et administration
| Période                                  | Période  | Identité                  | Étiquette | Qualité                                                         |
| ---------------------------------------- | -------- | ------------------------- | --------- | --------------------------------------------------------------- |
| Les données manquantes sont à compléter. |          |                           |           |                                                                 |
| avant 1945                               | 1964     | André Pierson (1904-1964) |           | Décédé en cours de mandat                                       |
| 1964                                     | 2020     | Claude Boura              | UMP-LR    | Commerçant, conseiller général du canton de Blâmont (1992-2011) |
| mai 2020                                 | En cours | Gérard Doyen              |           | Agriculteur                                                     |

## Population et société

### Démographie
L'évolution du nombre d'habitants est connue à travers les recensements de la population effectués dans la commune depuis 1793. Pour les communes de moins de 10 000 habitants, une enquête de recensement portant sur toute la population est réalisée tous les cinq ans, les populations de référence des années intermédiaires étant quant à elles estimées par interpolation ou extrapolation. Pour la commune, le premier recensement exhaustif entrant dans le cadre du nouveau dispositif a été réalisé en 2006.

En 2022, la commune comptait 113 habitants, en évolution de −8,87 % par rapport à 2016 (Meurthe-et-Moselle : −0,13 %, France hors Mayotte : +2,11 %).
| 1793 | 1800 | 1806 | 1821 | 1831 | 1836 | 1841 | 1846 | 1851 |
| ---- | ---- | ---- | ---- | ---- | ---- | ---- | ---- | ---- |
| 286  | 267  | 272  | 405  | 399  | 425  | 419  | 405  | 370  |

| 1856 | 1861 | 1872 | 1876 | 1881 | 1886 | 1891 | 1896 | 1901 |
| ---- | ---- | ---- | ---- | ---- | ---- | ---- | ---- | ---- |
| 318  | 316  | 324  | 328  | 317  | 309  | 250  | 242  | 230  |

| 1906 | 1911 | 1921 | 1926 | 1931 | 1936 | 1946 | 1954 | 1962 |
| ---- | ---- | ---- | ---- | ---- | ---- | ---- | ---- | ---- |
| 220  | 198  | 180  | 163  | 149  | 157  | 76   | 137  | 165  |

| 1968 | 1975 | 1982 | 1990 | 1999 | 2006 | 2011 | 2016 | 2021 |
| ---- | ---- | ---- | ---- | ---- | ---- | ---- | ---- | ---- |
| 166  | 164  | 140  | 130  | 113  | 113  | 124  | 124  | 118  |

| 2022 | - | - | - | - | - | - | - | - |
| ---- | - | - | - | - | - | - | - | - |
| 113  | - | - | - | - | - | - | - | - |

## Culture locale et patrimoine

### Lieux et monuments
- Église 1955, reconstruite après 1918, statue.
- Plaque monument aux morts sur l'église.
- Croix de chemin.

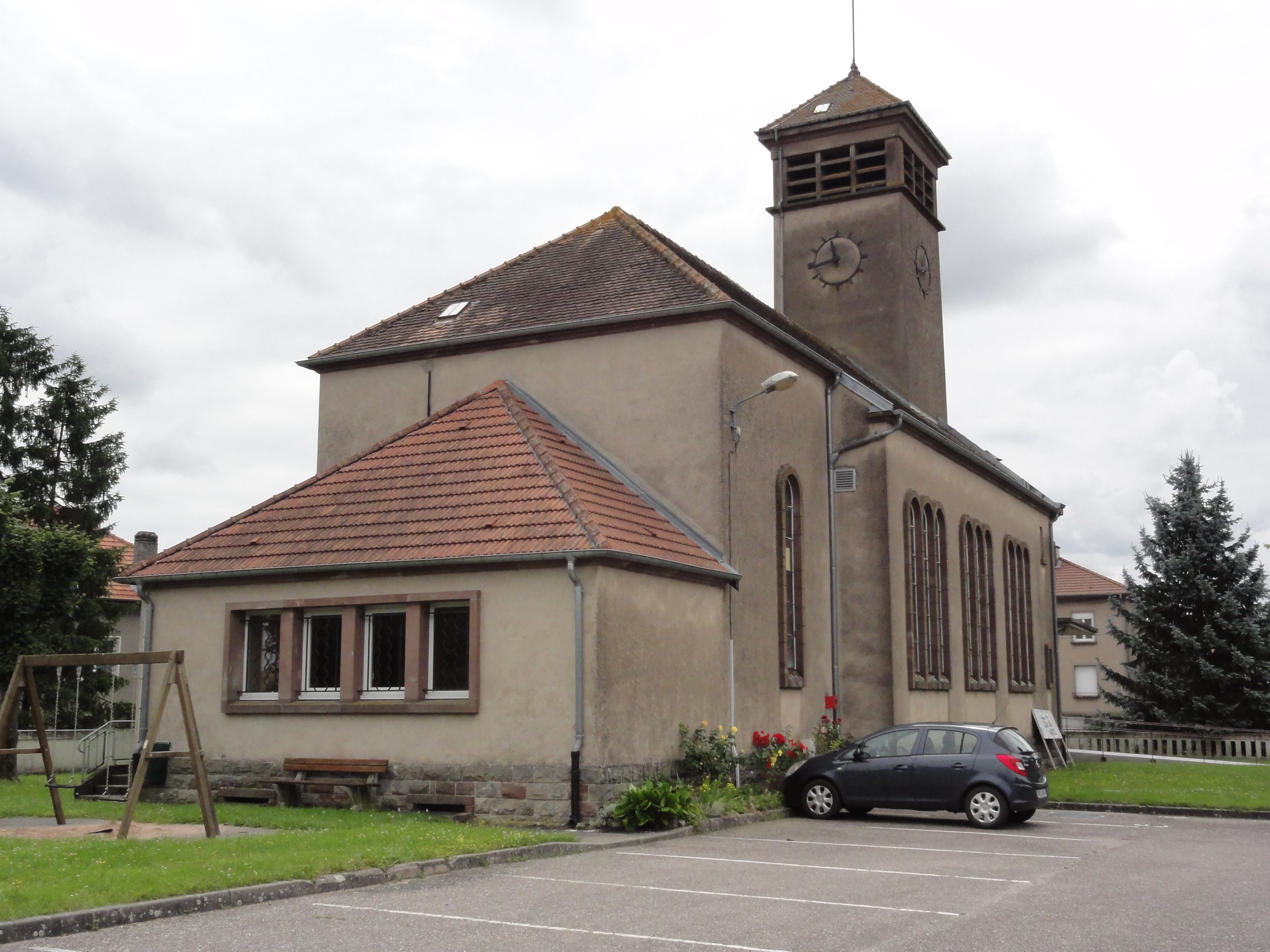
Église.
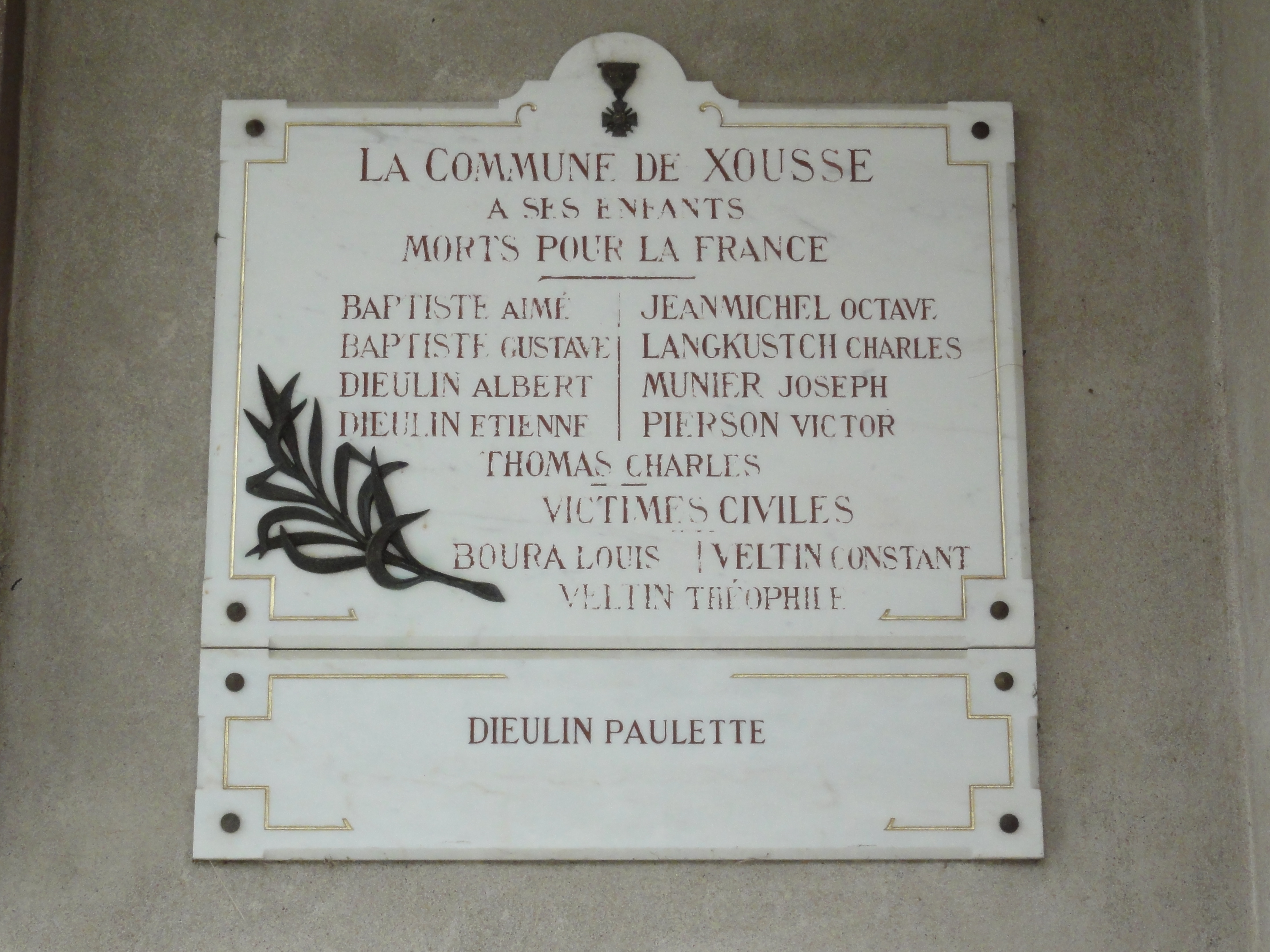
Plaque monument aux morts.
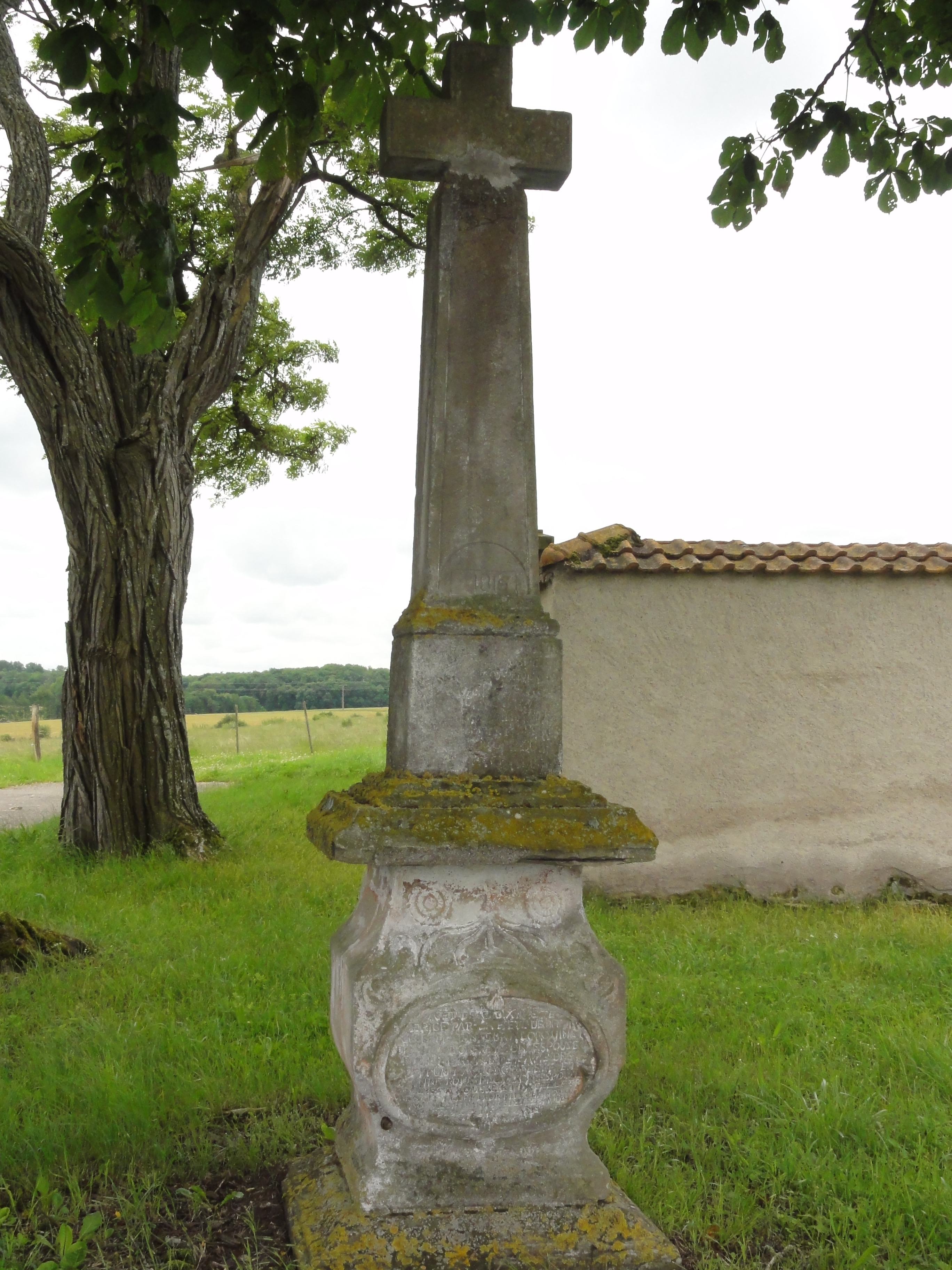
Croix de chemin.

### Héraldique
| Blason de Xousse | Blason  | D'azur au lion d'or, au chef cousu de gueules chargé d'une croix pattée d'argent accompagnée de deux besants de même.                                                                |
| Blason de Xousse | Détails | C'est le blason de Jacques de Xousse dont la famille a été anoblie par le duc Antoine en 1510. Il tire son nom du village de Xousse Le statut officiel du blason reste à déterminer. |